# Lybska gränd
Lybska gränd är en gränd i Visby innerstad som går mellan Strandgatan och österut förbi Mellangatan och upp till Sankt Hansgatan.

## Historik
De äldsta stenhusen längs Lybska gränd är från 1200-talet. Från öster sträcker sig Gamla apoteket cirka 30 meter in i gränden. Lybska gränd kallades tidigare för Erdmans gränd. 1972 gjordes utgrävningar i kvarteret Apoteket 5 som gränsar till Lybska gränd söderut.

## Byggnader (urval)
- Gamla apoteket
- Mahognyvillan

## Bilder

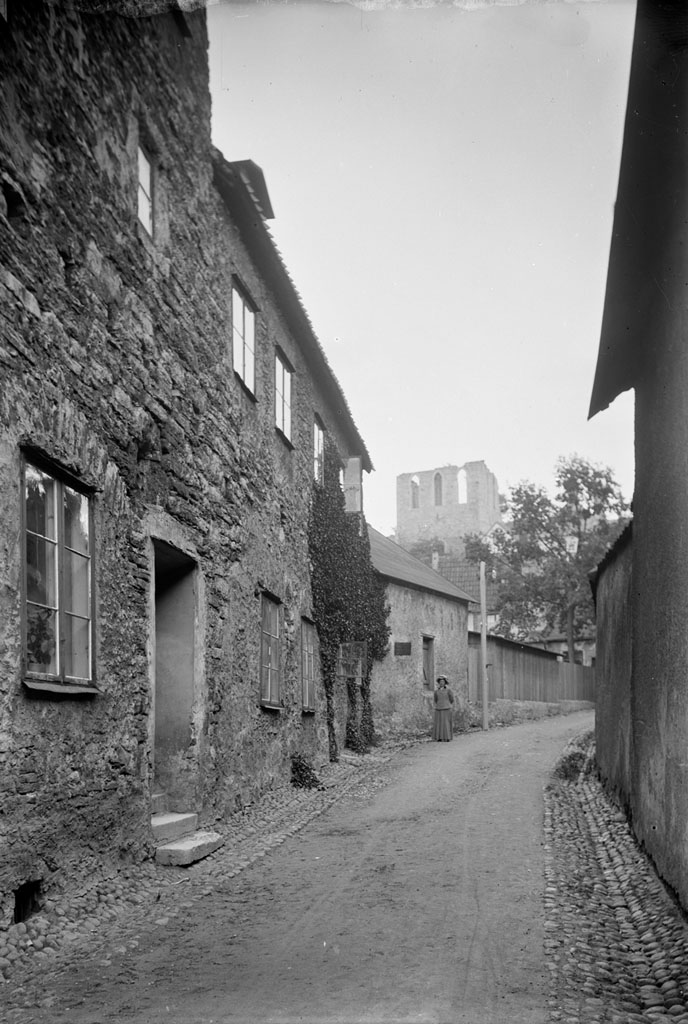
Lybska gränd 1908.
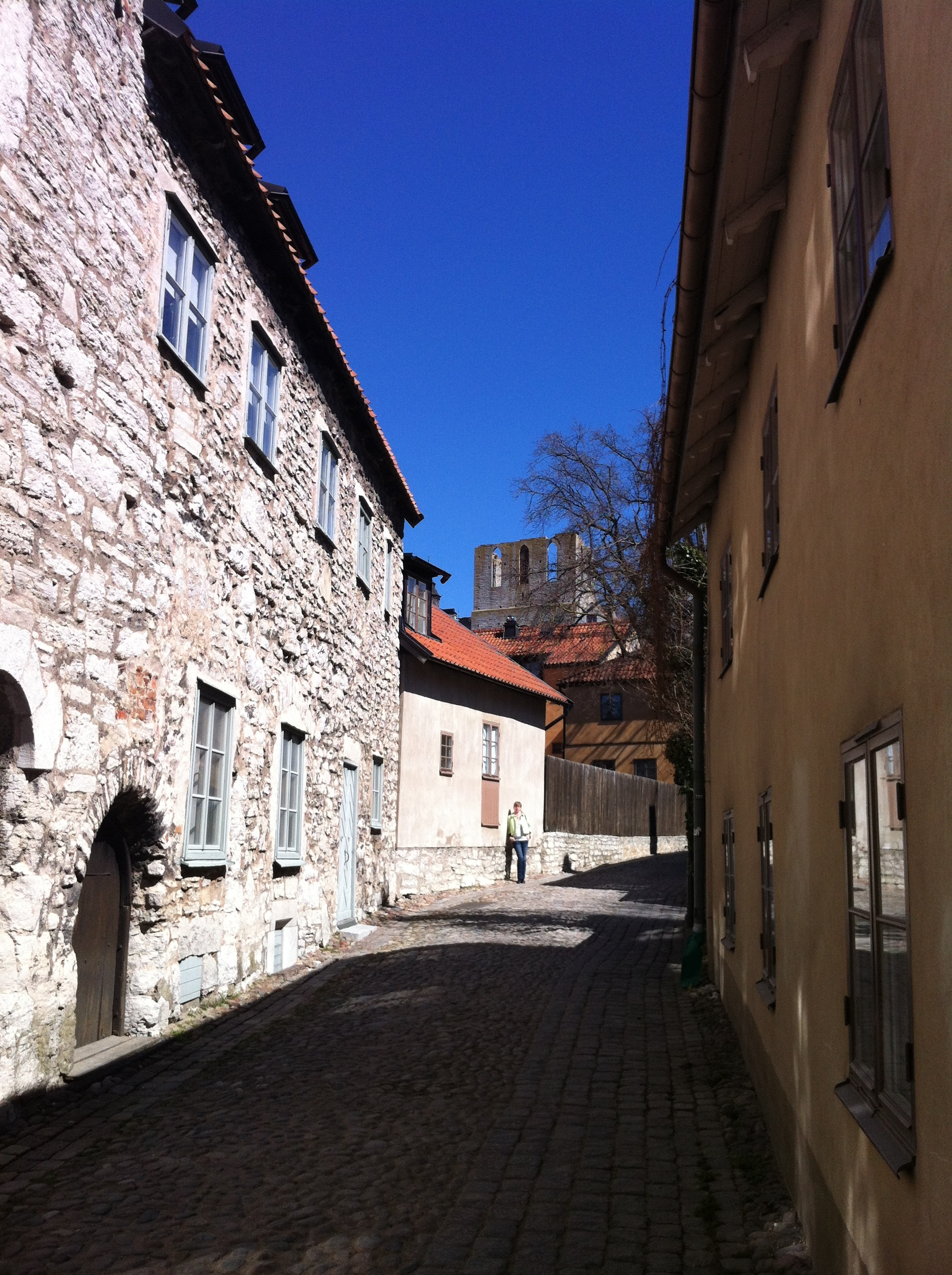
Lybska gränd 2013.
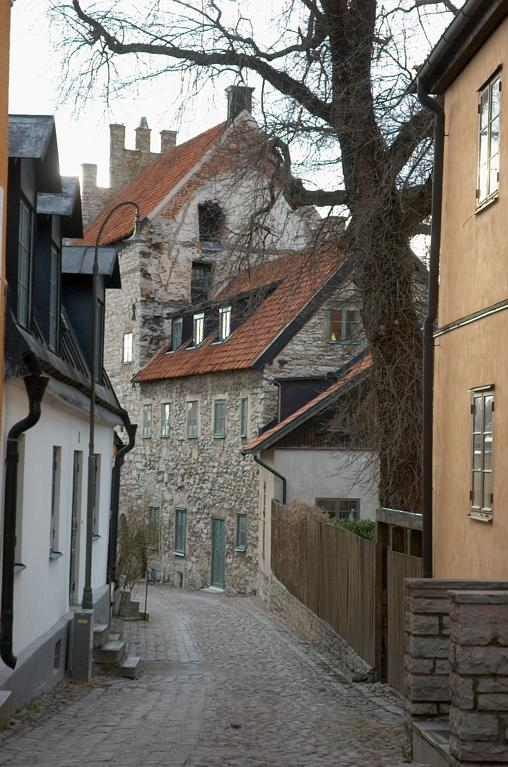
Gamla Apoteket.
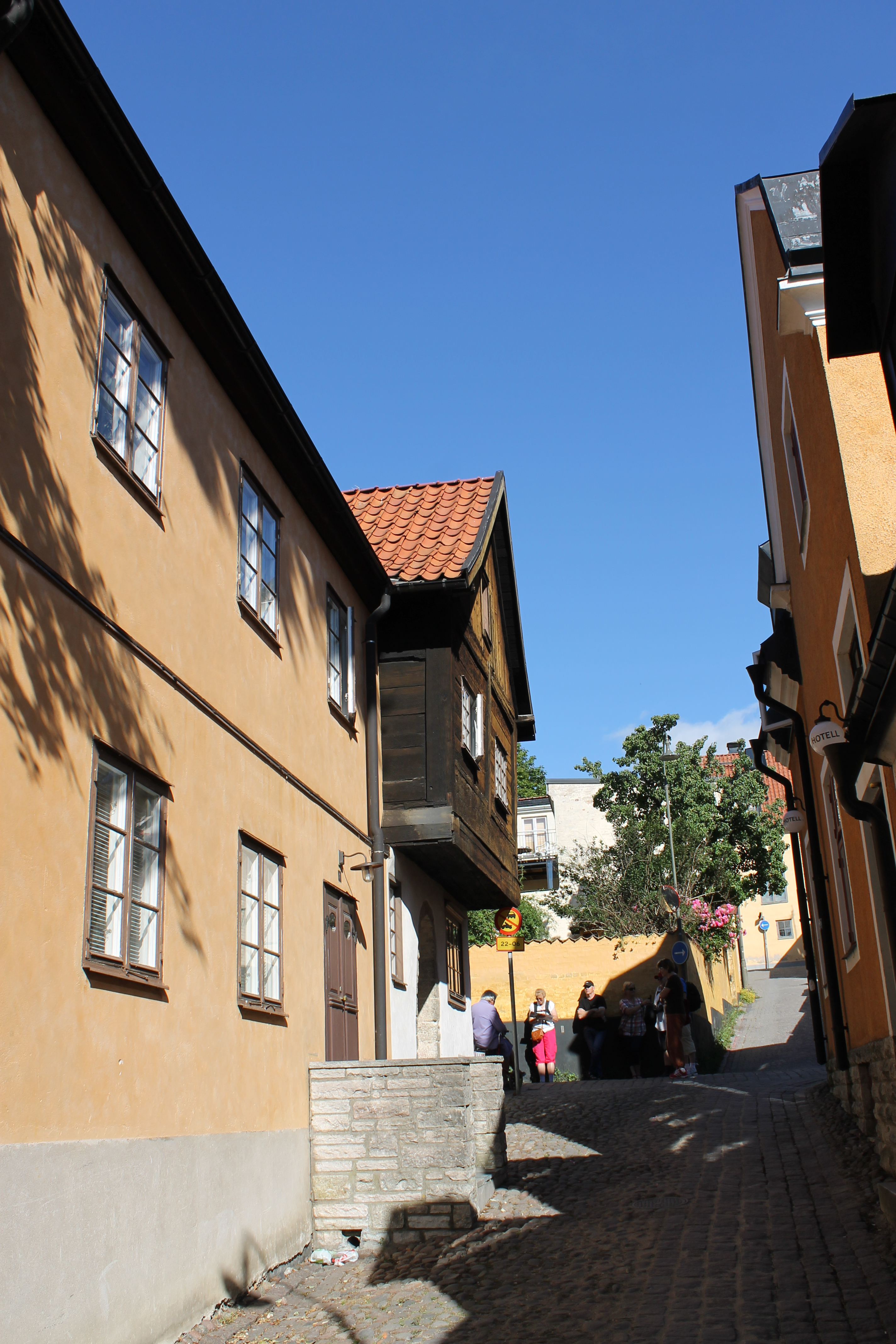
Mahognyvillan.